# São Victor
São Victor (auch São Vítor) ist eine Gemeinde (Freguesia) im Osten des Kreises Braga (Distrikt Braga), Portugal. 

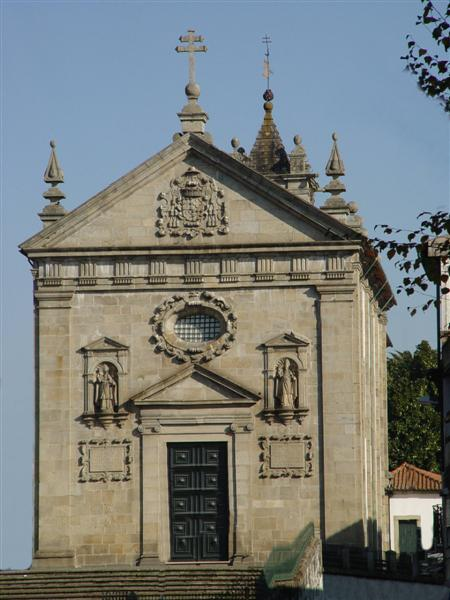
São Victor Kirche

Sie zählt mit 32.876 Einwohnern (Stand 19. April 2021) zu den bevölkerungsreichsten Gemeinden des Kreises, sowohl im Hinblick auf die Anzahl der dauerhaften Bewohner als auch der fluktuierenden (v. a. Studenten). Mit einer Fläche von 4,1 km² ist São Vitor außerdem die größte Stadtgemeinde des Kreises Braga. Auf einem Quadratkilometer wohnen somit 8050 Menschen. 